# اوشنیک بنک
اوشنیک بنک (انگلیسی: Oceanic Bank) شرکت خدمات مالی و بانکداری نیجریه‌ای است، که در سال ۱۹۹۰ تأسیس شد.